# レアンドロ・ヴィソット・ネヴェス
レアンドロ・ヴィソット・ネヴェス（葡: Leandro Vissotto Neves、1983年4月30日 - ）は、ブラジルの男子バレーボール選手。元ブラジル代表。
日本のメディアでは「レアンドロ・ビソット・ネベス」とも表記される。

## 来歴
リオデジャネイロ出身。姉2人がバレーボールクラブで練習していたのを見学していた時に、そのクラブのコーチにスカウトされてバレーを始める。1995年から2000年までCRフラメンゴでプレーする。カンバウーバ模範学校卒業。
2000年、17歳の時にウニスル・フロリアノーポリス（Unisul（サンタカタリーナ南大学）のスポーツクラブ）とプロ契約する。その後サンパウロ州のクラブ、ミナスジェライス州のクラブでプレーした。一方年代別ブラジル代表に選ばれ、2001年世界ジュニア選手権優勝、同年世界ユース選手権優勝を飾る。
2006年、イタリア・セリエAのマッジョーラ・ラティーナに移籍、翌シーズンはターラント・バレーでプレーした。2008年、トレンティーノ・バレーに移籍すると、欧州チャンピオンズリーグ初優勝および連覇、2009年世界クラブ選手権初優勝に貢献する。2009年コッパ・イタリアではMVPを受賞している。
2008年からブラジルA代表に選出、2009年・2010年ワールドリーグ優勝、2010年世界選手権優勝、2009年南米選手権および同年のグラチャン優勝に貢献した。
2010年、ブラジルに戻りGRWRアラサトゥバに移籍しパウリスタ選手権優勝などに貢献するも起用法を巡ってチームと対立し1シーズンで退団、2011年再びイタリアに戻りピエモンテ・バレーでプレーするも、シーズン終了間際コッパ・イタリア準決勝試合中に不整脈が判明した。2012年ロンドン五輪代表合宿中にカテーテル治療を行い、五輪に出場し準優勝に輝く。
2012年、ロシア・スーパーリーグのウラル・ウファに移籍、ここでも不整脈を感じたが心電図に異常はなかった。このシーズン、クラブ史上初のリーグ準優勝および欧州チャレンジカップ準優勝に貢献した。
2013年、ブラジルに戻りRJボーリ(RJX)に移籍するもクラブスポンサーの経営危機に伴う出資停止により給料不払いとなったため他の選手とともに移籍することになり、2014年から2ヶ月契約で韓国Vリーグの水原韓国電力ビクストームに移籍した。ブルーノ・レゼンデやチアーゴ・アウヴェスなどもRJX給料未払いにより移籍した選手にあたる。この年、ブラジル代表として2014年世界選手権準優勝。
2014年、VプレミアリーグのJTサンダーズに移籍する。2016年に退団。

## 球歴
- バレーボールブラジル男子代表 - 2008年-現在
  - オリンピック：準優勝1回（2012年）
  - 世界選手権：優勝1回（2010年）　　
  - ワールドカップ：2011年（3位）　
  - ワールドグランドチャンピオンズカップ：優勝1回（2009年）　
  - ワールドリーグ：優勝2回（2009年、2010年）、準優勝2回（2011年、2013年）

- トレンティーノ・バレー
  - 欧州チャンピオンズリーグ：優勝2回（2008/09、2009/10）　
  - 世界クラブ選手権：優勝1回（2008/09）

## 所属チーム
- CRフラメンゴ（ポルトガル語版）（1995-2000年）[4]
- ウニスル・フロリアノーポリス（ポルトガル語版）（2000-2002年）[4]

以下はソースにより異なるため、セリエA公表と2009年FIVAプレスリリースのものを併記する。
| セリエA - ウィザルド・スザノ(Wizard Suzano)（2002-2003年） - (Esporte Pinheiros S. Paolo)（2003-2004年） - テレミグ・ミナス(Teleming Minas)（2004-2005年） - ウニスル・フロリアノーポリス（2005-2006年） | FIVAプレスリリース - ウィザルド・スザノ（2002-2004年） - ウニスル・フロリアノーポリス（2004-2005年） - テレミグ・ミナス（2005-2006年） |

- マッジョーラ・ラティーナ（2006-2007年）[5]
- ターラント・バレー（イタリア語版）（2007-2008年）[5]
- トレンティーノ・バレー（2008-2010年）[5]
- GRWRアラサトゥバ（ポルトガル語版）（2010-2011年）[5]
- ピエモンテ・バレー（2011-2012年）[5]
- ウラル・ウファ（2012-2013年）[2]
- RJボーリ（ポルトガル語版）（2013年）
- 水原韓国電力ビクストーム（2014年）
- JTサンダーズ（2014-2016年）
- アル・アラビ（英語版）（2016年）
- Gi Group Monza（英語版）（2016-2017年）
- Vôlei Renata（ポルトガル語版）（2017–2018年）
- EMS Taubaté Funvic（ポルトガル語版）（2018-2020年）
- Vôlei Renata（ポルトガル語版）（2020–2021年）
- Itambé/Minas（ポルトガル語版）（2021-2023年）

## 受賞歴
- 2015年 - 2014/15Vプレミアリーグ サーブ賞[11]

## ギャラリー

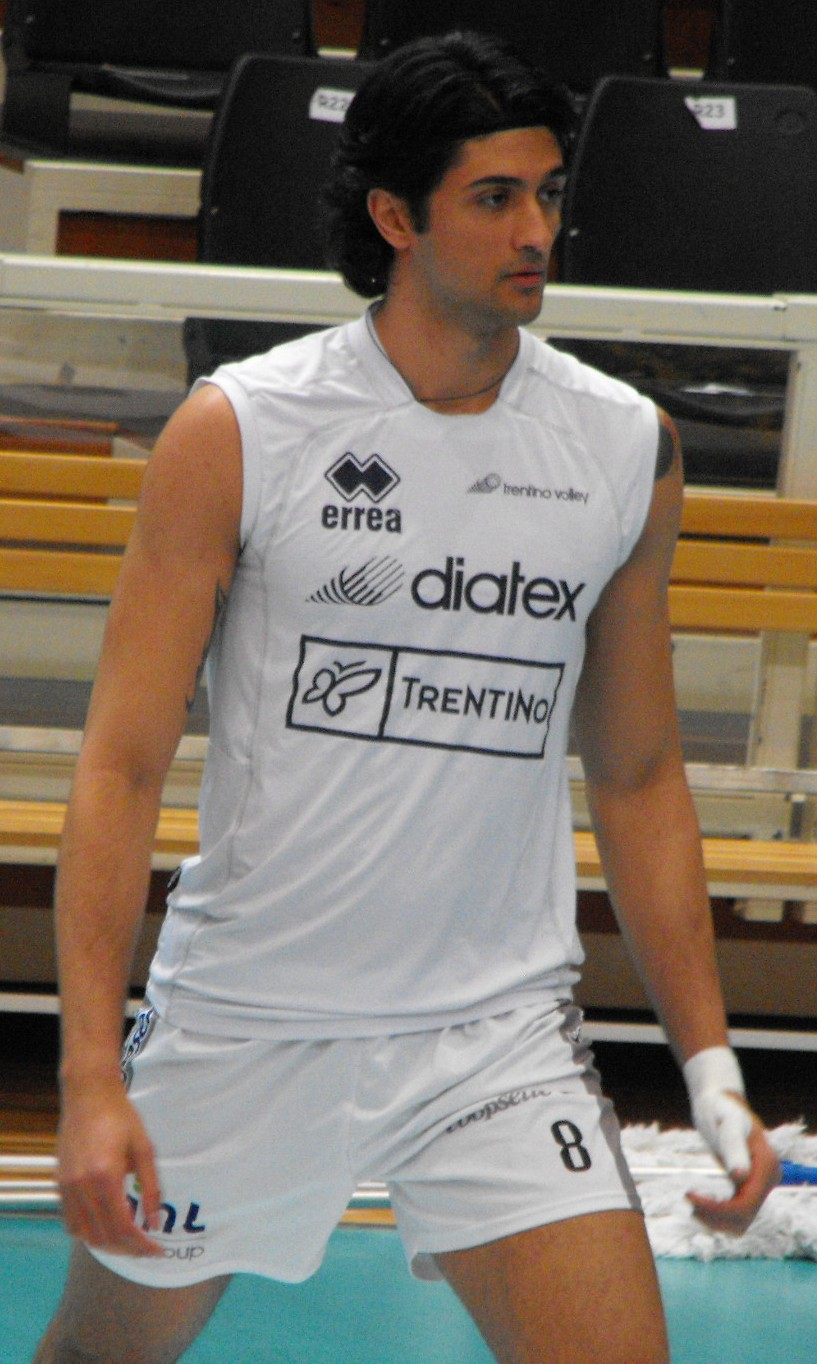
トレンティーノ時代
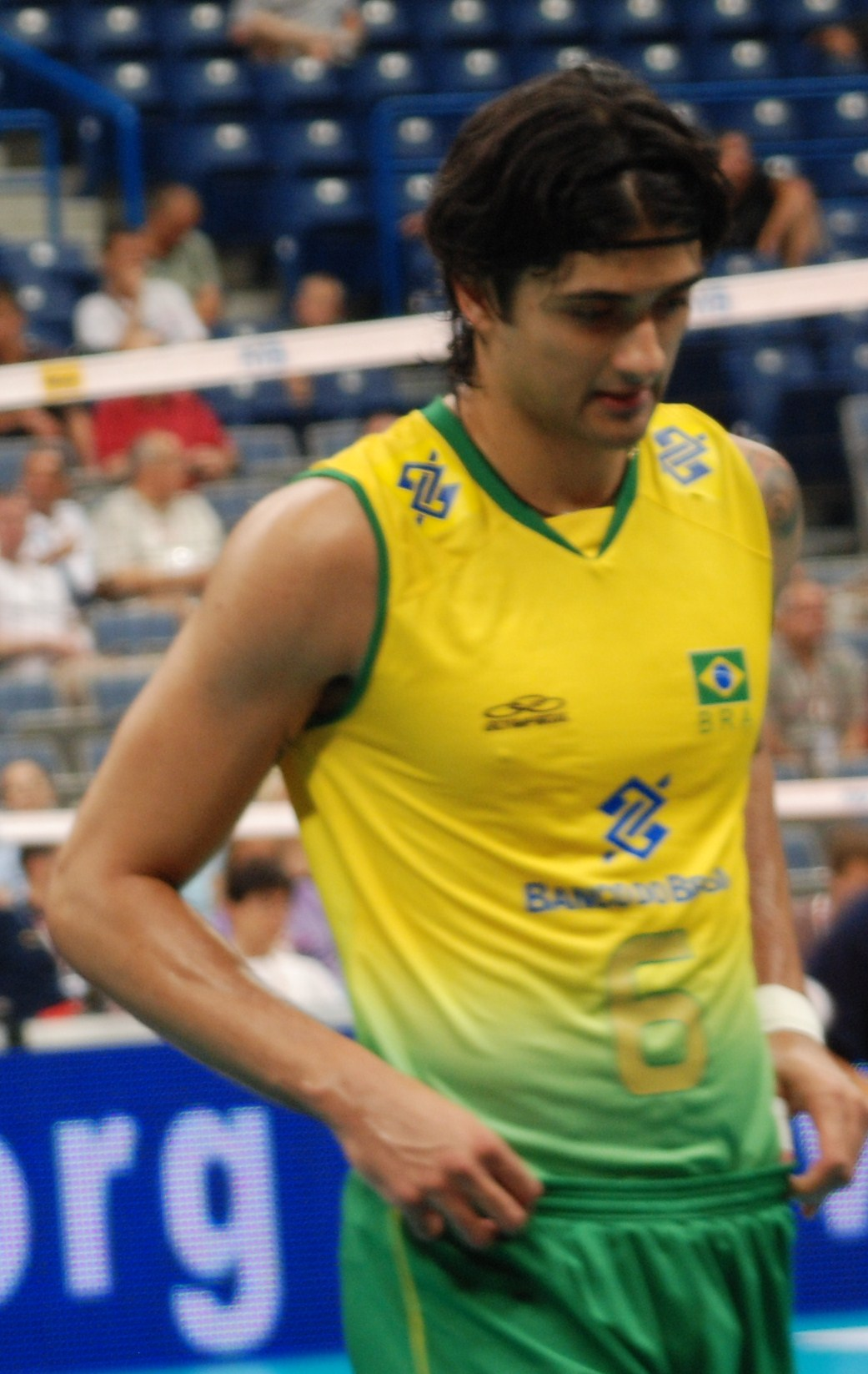
ブラジル代表
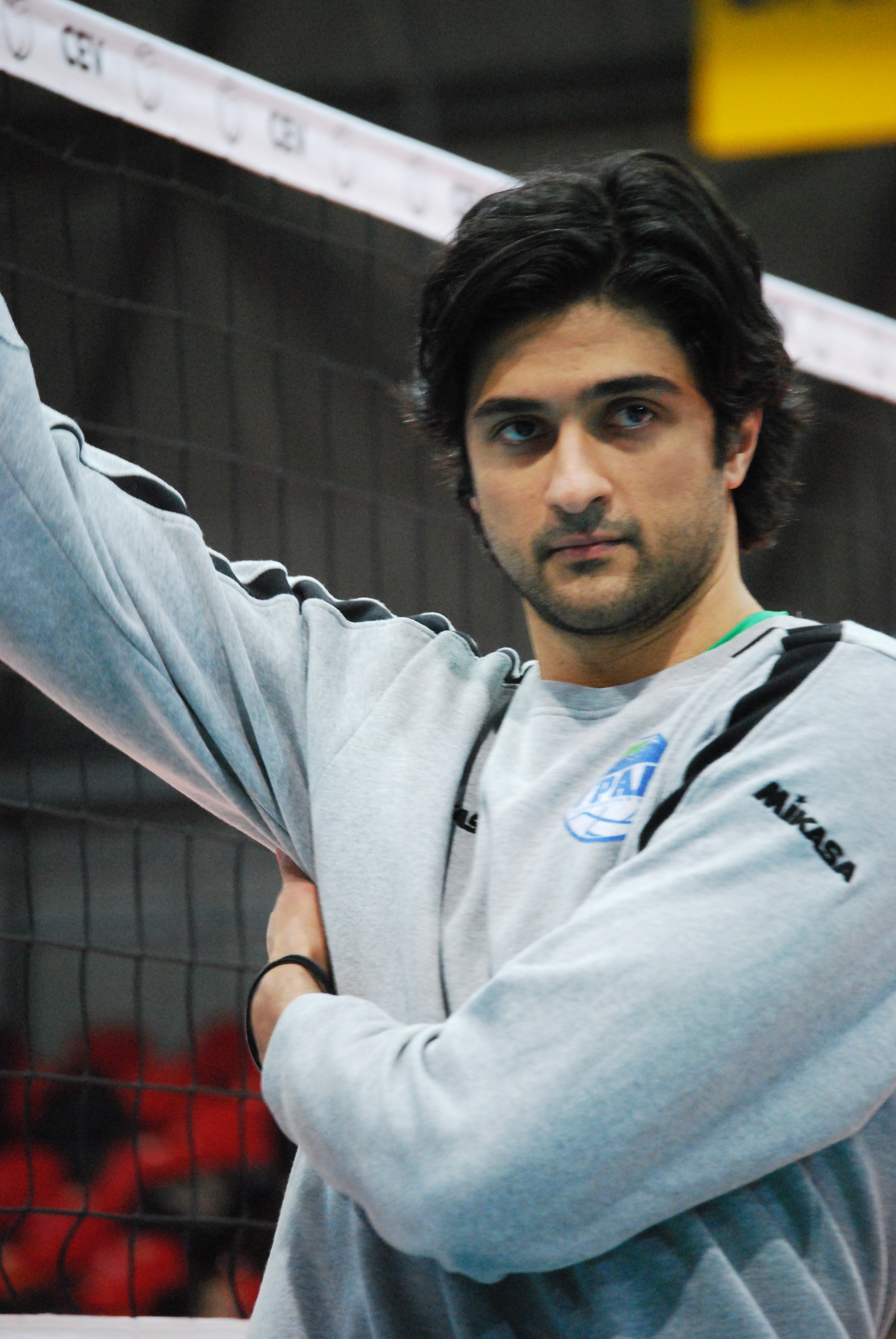
ブラジル代表
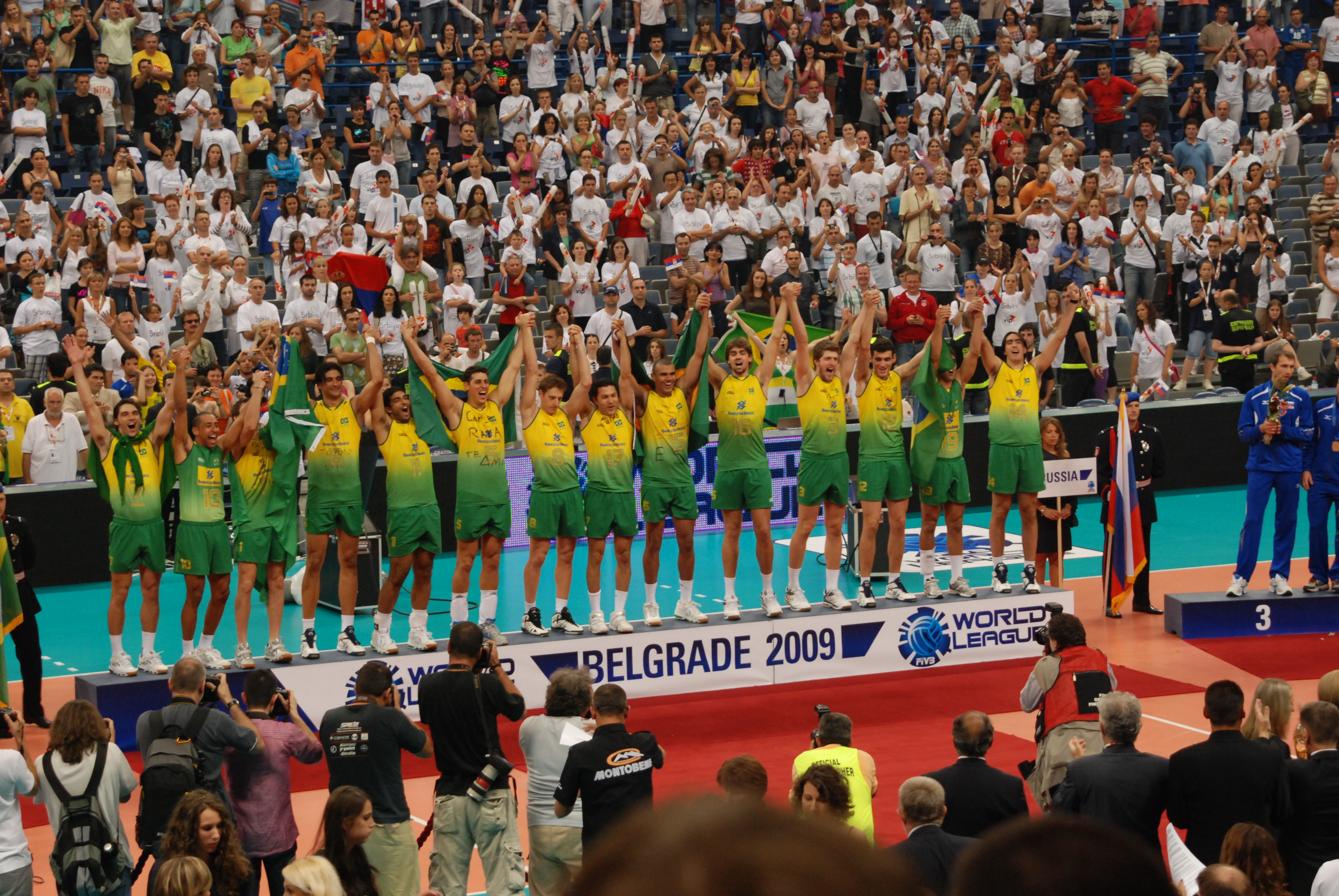
2009年ワールドリーグブラジル代表。左から4人目にヴィソット。

## 参考資料
- レアンドロ・ヴィソット・ネヴェス - 国際オリンピック委員会 (英語)
- レアンドロ・ヴィソット・ネヴェス - オリンピックチャンネル
- レアンドロ・ヴィソット・ネヴェス - ブラジルオリンピック委員会 (ポルトガル語)
- レアンドロ・ヴィソット・ネヴェス - Olympedia (英語)
- レアンドロ・ヴィソット・ネヴェス - Sports-Reference.com (Olympics) のアーカイブ (英語)
- レアンドロ・ヴィソット・ネヴェス - FIVB (英語)
- レアンドロ・ヴィソット・ネヴェス - 欧州バレーボール連盟 (英語)
- レアンドロ・ヴィソット・ネヴェス - セリエA (イタリア語)
- JTサンダーズ 選手プロフィール
- Volleybox プロフィール